# Carnarechinus
Carnarechinus is een geslacht van zee-egels, en het typegeslacht van de familie Carnarechinidae.

## Soorten
- Carnarechinus clypeatus (A. Agassiz, 1879)